# توموياسو هوتي
توموياسو هوتي (باليابانية: 布袋 寅泰) هو ممثل ومغني وملحن ومنتج تسجيلات ياباني ولد في يوم 1 فبراير 1962 في مدينة تاكاساكي في اليابان لأب كوري الأصل وأم يابانية روسية المولد. بدأ في الغناء في سنة 1977 وأنتج منذ ذلك الحين 34 ألبوم، وغنى باللغات اليابانية والإنجليزية والإيطالية. ومثل أيضاً في عدة أفلام يابانية وحاز على عدة جوائز. هو متزوج حالياً من الممثلة والمغنية ميكي ايماي ويقيم معها في لندن.